# Juan Reynaldo Saco
Juan Reynaldo Saco (Buenos Aires, Argentina, 28 de enero de 2002) es un balonmanista internacional argentino. Actualmente forma parte del PROIN Triana.

## Trayectoria
Estudio en el Colegio Da Vinci, donde dos profesores lo vieron jugar balonmano y lo animaron a seguir. Participó en los Torneos Bonaerenses y en 2014 comenzó a jugar en del Club Ducilo, en la Escuela Municipal. En 2017 pasó al Club Alemán de Quilmes y en 2018 tuvo su primera convocatoria a la selección argentina, consagrándose campeón cadete en el Torneo Sudamericano disputado en Luján de Cuyo, Mendoza.

En 2022 debuta con la selección absoluta en la Copa Tres Naciones, donde consiguió el título tras vencer tanto a Paraguay como a Uruguay.
En marzo de 2023, en mitad de la temporada 2022/23 se anuncia el fichaje del jugador argentino por parte del PROIN Triana, convirtiéndose en una pieza clave en el proyecto de ascenso a la liga ASOBAL del director deportivo Juan Andreu.
En la capital hispalense, Juan Saco continua realizando sus estudios de psicología.

## Historial de Temporadas
| Temporada | Liga                       | Equipo          | Goles | Paradas | Partidos | Media |
| --------- | -------------------------- | --------------- | ----- | ------- | -------- | ----- |
| 2022/2023 | 1ª Div. Nacional (Grupo F) | CB PROIN Triana | 16    | -       | 8        | 2     |
| 2023/2024 | 1ª Div. Nacional (Grupo F) | CB PROIN Triana | 28    | -       | 9        | 3,11  |

- Actualizado a 22/11/2023 - Jornada 10